# Kōji Murofushi
Kōji Alexander Murofushi (室伏 広治 アレクサンダー?, Murofushi Kōji Arekusandā; Numazu, 8 ottobre 1974) è un ex martellista giapponese, campione olimpico e campione mondiale della specialità.
Considerato fra i migliori lanciatori della sua generazione, si affermò nel 2001 con la conquista della medaglia d'argento ai Mondiali di Edmonton.

## Biografia
Nel suo palmarès figurano inoltre gli ori nei Campionati asiatici 2002 e nei Giochi asiatici del 1998 e 2002 oltre al bronzo ai campionati del mondo di atletica leggera 2003 svoltisi quell'anno a Parigi. Quello stesso anno raggiunse la distanza di 84,86 metri, risultando il miglior lancio negli ultimi 10 anni, prestazione che gli è valso il 5º posto nella classifica dei migliori lanciatori di martello di tutti i tempi.
Nel 2004 si laurea campione olimpico grazie all'oro conquistato ad Atene in seguito alla squalifica di Adrián Annus.
A seguito della squalifica per doping di Vadzim Dzevjatoŭski e Ivan Cichan, rispettivamente vincitori della medaglia d'argento e di bronzo, si è aggiudicato quest'ultimo metallo alle Olimpiadi di Pechino del 2008; tuttavia il 10 giugno 2010 il Tribunale Arbitrale Sportivo di Losanna ha annullato la decisione, restituendo ai martellisti bielorussi Dzevjatoŭski e Cichan le medaglie d'argento e di bronzo conquistate a Pechino, giudicando non validi i test antidoping che avevano trovato positivi al testosterone i due atleti e a disporre la revoca dei piazzamenti ottenuti. Cichan, dopo un ulteriore controllo dei prelievi fatti ad Atene, nel 2004, è successivamente sospeso per 2 anni, dal 2012 fino ad agosto 2014.
Il 29 agosto 2011 vince il titolo mondiale a Taegu.
Murofushi viene da una famiglia di lanciatori, infatti anche il padre Shigenobu Murofushi partecipò da martellista ai Giochi olimpici e detenne il record giapponese per decenni, dal 1971, fin quando non fu proprio Kōji a migliorare il primato nazionale, mentre la sorella Yuka Murofushi è discobola oltre che lanciatrice di martello. La madre, la rumena Serafina Moritz, fu lanciatrice di giavellotto.

## Record nazionali

### Seniores
- Lancio del martello: 84,86 m ( Praga, 29 giugno 2003)

## Palmarès
| Anno | Manifestazione  | Sede             | Evento              | Risultato | Prestazione | Note                                     |
| ---- | --------------- | ---------------- | ------------------- | --------- | ----------- | ---------------------------------------- |
| 1994 | Giochi asiatici | Hiroshima        | Lancio del martello | Argento   | 67,48 m     |                                          |
| 1997 | Mondiali        | Atene            | Lancio del martello | 10º       | 74,82 m     |                                          |
| 1998 | Giochi asiatici | Bangkok          | Lancio del martello | Oro       | 78,57 m     |                                          |
| 1999 | Universiadi     | Palma di Maiorca | Lancio del martello | 6º        | 77,14 m     |                                          |
| 2000 | Giochi olimpici | Sydney           | Lancio del martello | 9º        | 76,60 m     |                                          |
| 2001 | Mondiali        | Edmonton         | Lancio del martello | Argento   | 82,92 m     |                                          |
| 2002 | Giochi asiatici | Pusan            | Lancio del martello | Oro       | 78,72 m     |                                          |
| 2003 | Mondiali        | Parigi           | Lancio del martello | Bronzo    | 80,12 m     |                                          |
| 2004 | Giochi olimpici | Atene            | Lancio del martello | Oro       | 82,91 m     |                                          |
| 2007 | Mondiali        | Osaka            | Lancio del martello | 6º        | 80,46 m     | Miglior prestazione personale stagionale |
| 2008 | Giochi olimpici | Pechino          | Lancio del martello | 5º        | 80,71 m     |                                          |
| 2011 | Mondiali        | Taegu            | Lancio del martello | Oro       | 81,24 m     | Miglior prestazione personale stagionale |
| 2012 | Giochi olimpici | Londra           | Lancio del martello | Bronzo    | 78,71 m     |                                          |
| 2013 | Mondiali        | Mosca            | Lancio del martello | 6º        | 78,03 m     | Miglior prestazione personale stagionale |